# Легато
Aртикулација је начин на које се изводе тонови при певању или свирању музичког инструмента. 
Она музичару помаже да се богатије, јасније, разговетније и прецизније музички изрази.
На десној слици приказане су нотама и звучно четири артикулације: легато, портато, стакато и стакатисимо.

## Шта је легато
Спојница нота различите висине у музици је знак за легато (итал. legato - везано; енгл. legato; фр. lié). 
Легато је врста артикулације која се обележава луком изнад или испод групе нота, који извођача упућије да те тонове треба да изводи мирно без прекида, на један дах.
- Пример: